# Juliomys ossitenuis
Juliomys ossitenuis is een knaagdier uit het geslacht Juliomys die voorkomt in het zuidoosten van Brazilië, in het uiterste zuidwesten van Espírito Santo en in het zuiden van Minas Gerais en São Paulo. Dit in bomen levende dier is gevonden in bossen op meer dan 800 m hoogte. De soortnaam komt van de Latijnse woorden ossi "bot" en tenuis "slank" en verwijst naar het slanke, delicate skelet van deze soort. Genetisch is J. ossitenuis verwant aan de andere Juliomys-soorten, maar de precieze verwantschappen zijn onduidelijk. Het eerste exemplaar van deze soort is pas in 1991 gevangen; de beschrijvers beschouwen de recente ontdekking van twee nieuwe Juliomys-soorten als een teken dat de biodiversiteit van Zuidoost-Brazilië nog lang niet volledig bekend is.
J. ossitenuis is een kleine muis met een korte, zachte vacht. De bovenkant van het lichaam is oranjebruin, de onderkant vuilwit. De neus is oranje. De staart is langer dan de kop-romp en eindigt in een borstel van langere haren. De haren op de staart zijn kort bij de wortel, maar worden naar de punt toe steeds langer. Op de staart zitten zowel bruine als gouden haren; doordat op de onderkant meer gouden haren voorkomen, is er een klein kleurverschil tussen onder- en bovenkant. Vrouwtjes hebben acht paren van mammae (twee inguinale, een postaxiaal en een pectoraal paar). De handen en voeten zijn kort en breed. Het dier heeft 68 tot 70 wervels (zeven halswervels, dertien borstwervels, zes lendenwervels, vier heiligbeenwervels en 38 tot 40 staartwervels). De totale lengte bedraagt 165 tot 213 mm, de staartlengte 89 tot 116 mm, de achtervoetlengte 14 tot 22 mm, de oorlengte 10 tot 17 mm en het gewicht 11 tot 28 g. Het karyotype bedraagt 2n=36, FNa=34.